# Панютина, Светлана Анатольевна
Светлана Анатольевна Захарова (Панютина) (8 декабря 1967, Усолье-Сибирское, Иркутская область — 13 мая 2022) — советская и российская биатлонистка, бронзовый призёр чемпионата мира (1993), победительница и призёр этапов Кубка мира, призёр чемпионата СССР. Мастер спорта СССР международного класса.

## Биография
Окончила школу № 16 г. Усолье-Сибирское и Новосибирский государственный педагогический университет, факультет физической культуры. Занималась спортом с 1980 года, в том числе биатлоном — с 1985 года. На взрослом уровне представляла город Новосибирск. Тренер — Сергей Николаевич Басов.
В 1989 году стала бронзовым призёром чемпионата СССР в индивидуальной гонке.
С сезона 1989/90 выступала за сборную СССР, впоследствии — за сборную России. Дебютировала в сезоне 1989/90 на первом этапе Кубка мира в Обертиллиахе, где в индивидуальной гонке 14 декабря 1989 года заняла восьмое место, а двумя днями спустя в спринте впервые поднялась на подиум, заняв третье место. На втором этапе этого сезона в Антерсельве заняла второе место в спринте, что стало лучшим результатом спортсменки в карьере в личных видах. По итогам сезона 1989/90 заняла шестое место в общем зачёте Кубка мира, набрав 148 очков.
В эстафете впервые одержала победу на третьем этапе сезона 1989/90 в Рупольдинге в составе сборной СССР. Впоследствии ещё раз становилась победительницей этапа Кубка мира в этом виде, в сезоне 1992/93 в Оберхофе в составе сборной России.
Принимала участие в трёх чемпионатах мира. На чемпионате мира 1990 года заняла 18-е место в индивидуальной гонке и 12-е — в спринте. На чемпионате мира 1993 года в болгарском Боровце, стала бронзовым призёром в эстафете и пятой — в командной гонке, а также 18-й в индивидуальной гонке. В 1995 году на чемпионате в Антерсельве была шестой в эстафете, занимала 24-е места в спринте и индивидуальной гонке.
В соревнованиях Кубка мира принимала участие до конца сезона 1996/97.